# Chrysolina kabaki
Chrysolina kabaki é uma espécie de artrópode pertencente à família Chrysomelidae.